# بالدگانگا
بالدگانگا دهستانی در استان آلباستهٔ اسپانیا است.
در این دهستان ۱۸۸۱ نفر زندگی می‌کنند. مساحت این دهستان ۷۰٫۸۳ کیلومتر مربع است.